# Rebecka Le Moine
Rebecka Le Moine (1990) é uma política sueca. Desde 24 de setembro de  2018 que serve como membro do Riksdag, em representação do distrito eleitoral do condado de Östergötland.
Ela é bacharel em biologia pela Universidade de Linköping e também possui mestrado em biologia, ecologia e conservação da natureza pela mesma universidade.